# Li Qingzhao
Li Qingzhao (Chinees: 李清照, pinyin: Lǐ Qīngzhào, 1084 -1155?) schrijversnaam: Yì'ān Jūshì 易安居士 of Lǐ Yì'ān, is de bekendste klassieke dichteres en schrijver van China. Zij leefde tijdens de Song-dynastie.

## Betekenis
Beroemd werd Li Qingzhao vooral door haar Ci gedichten 詞. Dit zijn op bepaalde melodieën gedichte lyrische teksten, ook wel liederen genoemd. Li Qingzhao stelde hierover ook een theoretisch werk op: de Cilùn 詞論. Zij geldt als degene die hierover de ideeën van de vrouwelijke school of Wǎnyuēpài 婉約派, afrondde, als tegenhanger van de mannelijke of de Háofàngpài 豪放派,die op Su Shi teruggaat.
Erg geliefd is Li Qinzhao vanwege haar Voorwoord achteraf van de Catalogus van inscripties op brons en steen (Jīnshílù Hòuxù 金石錄後序), een autobiografische tekst waarin ze in 1135 onder andere de eerste gelukkige tijd van haar huwelijk met Zhào Míngchéng 趙明誠 schetst. Daarmee schiep ze een ideaalbeeld van een vriendschappelijke relatie tussen de echtelieden die tot op de dag van vandaag inspireert. Deze tekst wordt nog steeds gelezen in de Volksrepubliek China en in Taiwan.
Omstreden is haar tweede huwelijk en de brief waarin ze zich daarover uit. Ook is haar auteurschap van vele Ci-gedichten omstreden.

## Levensloop
Li Qingzhao, geboren in Jinan, was het eerste kind van de geletterde ambtenaar Lǐ Géfēi 李格非 ( bijnaam Wénshū 文叔) en een literair geschoolde moeder (Familienname Wáng 王). Zij kreeg, wat in China in die tijd niet altijd vanzelfsprekend was, dezelfde opvoeding als jongens. Haar vader was bevriend met de beroemde dichter Su Shi en met vele andere invloedrijke dichters en literaten.
In het jaar 1101, toen ze ongeveer 18 jaar was, trouwde ze met Zhao Mingcheng (1081 – 1129). Zij deelden een interesse in literatuur, kalligrafie en kunst. Hun huwelijk was gelukkig en zij waren daarin gelijkwaardig. Het bleef kinderloos. Ook werd het overschaduwt door machtsstrijd waarin de vader van Zhao Mingcheng verwikkeld was. Zhao Mingcheng kreeg hierdoor lange tijd geen ambtenarenpost. Li Qingzhao en Zhao Mingcheng legden in de loop der tijd een omvangrijke verzameling van boeken, afbeeldingen, kunstvoorwerpen en antiquiteiten zoals offervaten, driepoten en andere ceremoniële voorwerpen aan. Zhao Mingcheng stelde een ‘Catalogus van inscripties op brons en steen’ samen, waarin Li Qinzhao het later beroemde Voorwoord achteraf <后序> schreef.
In 1126, bij een vlucht naar het zuiden, konden zij het grootste deel van hun verzameling niet meenemen. De noordelijke Song-dynastie kon zich niet handhaven. In 1127 werd hun huis in de as gelegd en gingen veel verzamelde voorwerpen verloren. In 1129 stierf Zhao Mingcheng. Li Qingzhao wist met de resten van de verzameling Hangzhou te bereiken waar het keizerlijk hof van de zuidelijke Song-dynastie was.
In de zomer van 1132 trouwde ze met Zhāng Rǔzhōu 張汝舟, scheidde echter al na drie maanden en klaagde hem bovendien aan wegens verduistering van staatsgelden. Hoewel Zhāng Rǔzhōu veroordeeld werd, kreeg ook Li Qingzhao twee jaar gevangenisstraf. Daarop wendde ze zich aan haar invloedrijke verwant Qi Chongli 綦崇礼 (1083 - 1142), die na negen dagen verblijf in de gevangenis voor haar vrijlating zorgde. Zij stuurde hem een bedankbrief.
Het is niet bekend wanneer ze gestorven is.

## Werk
Li Qingzhaos werk is maar voor een klein deel bewaard gebleven. Bij de brief aan Qi Chongli en 30 à 50 Ci-gedichten is haar schrijverschap niet zeker. Wel worden haar 79 Ci-gedichten, 18 Shi-gedichten, een Fu-gedicht, enkele verzen en brokstukken en 5 prozastukken aan haar toegeschreven.
Deze 5 prozastukken zijn:
1. Het Cílùn (詞論), over de poëzie van de Ci-lyriek.
2. De brief aan Qí Chónglǐ (綦崇礼).
3. De Dámǎtújīng (打馬圖經), een verhandeling over het "Spel der paarden". Dit is een oud en tegenwoordig, ook in China, vrij onbekend bordspel.
4. Het Dámǎtújīng Xù (打馬圖經序), het daarbij behorende autobiografische voorwoord.
5. Het Jīnshílù Hòuxù (金石錄後序), het "Voorwoord achteraf” bij de catalogus van inscripties op brons en steen.

## Gedicht (fragment)
Uittreksel uit haar beroemdste Ci-gedicht:
尋尋覓覓 Xúnxún mìmì,

冷冷清清 Lěnglěng qīngqīng,

凄凄惨惨戚戚 Qīqī cǎncǎn qīqī

Letterlijke vertaling:

Zoeken zoeken streven streven

Koud koud helder helder

Eenzaam eenzaam ellendig ellendig treurig treurig

Figuurlijke vertaling:

Ik zoek en zoek

Ik voel en voel

Alles is leeg, koud en teleurstellend
Het gaat om het begin van het gedicht Shengshengman. Dit is zeer beroemd onder andere omdat ieder schriftteken dubbel voorkomt.
Naar haar is de krater Li Ching-Chao op de planeet Venus genoemd.
- Bibsys: 90237584
- Biblioteca Nacional de España: XX1650267
- Bibliothèque nationale de France: cb119129450 (data)
- Catàleg d'autoritats de noms i títols de Catalunya: 981058525747706706
- CiNii: DA06917277
- Digitale Bibliotheek voor de Nederlandse Letteren: liqi001
- Gemeinsame Normdatei: 118978195
- International Standard Name Identifier: 0000 0001 0783 6933
- Library of Congress Control Number: n79103957
- Nationale Bibliotheek van Letland: 000220827
- MusicBrainz: 5ed52625-51fa-4c26-a289-60a524717e62
- Bibliotheek van het Japanse parlement: 00674772
- Nationale Bibliotheek van Tsjechië: jn20000701047
- Nationale bibliotheek van Australië: 36597784
- Nationale Bibliotheek van Israël: 987007274382705171
- Nationale Bibliotheek van Polen: a0000003546931
- Nederlandse Thesaurus van Auteursnamen: 140095799
- Réseau des bibliothèques de Suisse occidentale: 02-A000104745
- LIBRIS: 257377
- Système universitaire de documentation: 026989484
- Trove: 1315356
- Virtual International Authority File: 73832575
- WorldCat: E39PBJdWVM7tGTMkJQHxfwGCQq